# Buddhist Churches of America
Buddhist Churches of America (BCA) ist eine US-amerikanische buddhistische Organisation, die zur buddhistischen Schule Nishi Hongan-ji gehört.
Der Hauptsitz der BCA befindet sich in der Octavia Street 1710 in San Francisco in der Nähe von Japantown.
Es ist die älteste buddhistische Organisation in Amerika. Die Ursprünge der BCA begannen mit der Ankunft japanischer Einwanderer auf dem amerikanischen Festland im späten 19. Jahrhundert. Die ersten Jōdo-Shinshū-Prediger kamen 1893 in San Francisco an, und der erste US-amerikanische Tempel wurde 1899 in San Francisco gebaut. In den folgenden Jahrzehnten wurden bis zum Zweiten Weltkrieg weitere buddhistische Tempel in den US-amerikanischen Bundesstaaten, die an der Pazifikküste liegen, errichtet. Auch auf den Hawaiiinseln wurde ein separater Zweig von Buddhisten in jener Zeit errichtet. Während vor dem Zweiten Weltkrieg das buddhistische Leben der BCA sich vorwiegend auf eingewanderte Japaner und deren Familien in den Vereinigten Staaten begrenzte, traten nach dem Zweiten Weltkrieg vermehrt auch interessierte US-Amerikaner in die BCA ein. 2006 wurde Gordon Bermant vom Ekoji Buddhist Temple Präsident der Buddhist Churches of America, dem ersten Nicht-Japanisch-Amerikaner, der diese Position innehatte.